# Mohamed Mettigi
Mohamed Mettigi (arabe : محمد متيجي), né en 1985, est un nageur tunisien.

## Carrière
Mohamed Mettigi remporte aux Jeux de la solidarité islamique de 2005 à La Mecque trois médailles de bronze, sur 400 et 1 500 mètres nage libre ainsi que du relais 4 x 200 mètres nage libre.
Il est médaillé d'argent du 400 mètres nage libre, du 800 mètres nage libre ainsi que du relais 4 x 200 mètres nage libre et médaillé de bronze du 100 mètres nage libre aux championnats d'Afrique 2006 à Dakar.
Aux Jeux africains de 2007 à Alger, il est médaillé de bronze du relais 4 x 100 mètres nage libre. La même année, il remporte aux Jeux panarabes au Caire la médaille d'argent du 800 mètres nage libre et la médaille de bronze du relais 4 x 200 mètres nage libre.